# کازرتی
کازرتی گرجی: კაზრეთი  شهری در شهرداری بولنیسی در ناحیه کومو کارتلی کشور گرجستان است. ارتفاع این شهر از سطح دریا ۶۹۹ متر است. فعالیت اقتصادی اصلی آن معدن‌کاری است. بزرگترین کارفرما در کازرتی شرکت JSC RMG Copper است. طلا و مس بیشترین فلزهای گران‌بهای استخراج‌شده در معادن کازرتی هستند. تحقیقات تاریخی انجام شده در گرجستان نشان داده است که از هزاران سال پیش در این منطقه طلا استخراج می شده است. گمان برده می‌شود که نخستین معدن طلای جهان سایت ساکدریسی در حومه کازرتی بوده است.
این معدن در کازرتی در سال ۱۹۷۰ و در زمان اتحاد جماهیر شوروی گسترش داده شد. از سال ۱۹۷۰ تا فروپاشی اتحاد جماهیر شوروی، کازرتی عموماً در گرجستان به عنوان یک دهکده جهان وطنی شناخته می‌شد که کارگران جمهوری‌های گوناگون شوروی در آن ساکن بودند. پس از فروپاشی اتحاد جماهیر شوروی تاکنون، بیشتر افرادی که اکنون در این شهر زندگی می‌کنند از مردم گرجی هستند.
کازرتی مدت‌ها محل اعتراضات گوناگون زیست‌محیطی و کارگری بوده است. در سال ۲۰۱۴ شمار زیادی اعتراض و اعتصاب غذا مربوط به شرایط کار در معادن این ناحیه صورت گرفت.